# 4 Armia Pancerna (ZSRR)
4 Armia Pancerna (ros. 4-я танковая армия) – związek operacyjny Armii Czerwonej z okresu II wojny światowej.

## Historia

### I formowanie
4 Armia Pancerna powstała 1 sierpnia 1942 na podstawie Dyrektywy Stawki WGK nr 994124 z 22 lipca 1942 na bazie 28 Armii (II formowania) w ramach Frontu Stalingradzkiego (od 28 września 1942 - Frontu Dońskiego). 22 października 1942 Dyrektywą Stawki WGK Nr 170677 z 21 października 1942 armia została przemianowana na 65 Armię (II formowania) w ramach Frontu Dońskiego.

### II formowanie
4 Armia Pancerna ponownie została sformowana 1 lipca 1943 na podstawie rozkazu Naczelnego Dowództwa Nr 46194 z 26 czerwca 1943 na bazie 19 Korpusu Kawalerii w ramach Moskiewskiego Okręgu Wojskowego z bezpośrednią podległością Naczelnemu Dowództwu. W czasie bitwy na łuku kurskim armią dowodził gen. por. Wasilij Badanow, a funkcję szefa sztabu pełnił płk Paweł Drugow.
Rozkazem Ludowego Komisariatu Obrony nr 050 z 17 marca 1945 armia została przekształcona w 4 Gwardyjską Armię Pancerną w ramach 1 Frontu Ukraińskiego.
W czasie II wojny światowej brała udział w bitwie o Stalingrad, operacji orłowskiej, operacji dnieprowsko-karpackiej, operacji proskurowsko-czerniowidzkiej (04.03.1944 – 17.04.1944), operacji lwowsko-sandomierskiej, ofensywie styczniowej, operacji dolnośląskiej i operacji górnośląskiej.

## Dowództwo armii
Dowódcy:
- gen. mjr Wasilij Kriuczenkin 01.08.1942 - 14.10.1942;
- gen. por. Paweł Batow 14.10.1942 - 23.10.1942;
- gen. por. Wasilij Badanow 26.06.1943 - 29.03.1944;
- gen. por. Dmitrij Leluszenko[3] 29.03.1944 - 17.03.1945[4].

Szefowie sztabu:
- płk Paweł Drugow[1]

## Struktura organizacyjna

### I formowanie
- 22 Korpus Pancerny;
- 23 Korpus Pancerny oraz 18 Dywizja Piechoty, 133 Brygada Pancerna, 5 Brygada Myśliwska (przeciwpancerna) i inne samodzielne jednostki.

### II formowanie
- 11 Korpus Pancerny;
- 30 Korpus Pancerny;
- 6 Gwardyjski Korpus Zmechanizowany, oraz inne samodzielne jednostki.